# Henri-Louis Favre
Pour les articles homonymes, voir Favre.
Henri-Louis Favre est une personnalité politique du Jura bernois, membre du Parti radical-démocratique, né  à Moutier, le 29 novembre 1920 et mort le 6 novembre 2011 à Orvin. Il fut maire de Reconvilier de 1968 à 1978, député au Grand Conseil bernois de 1974 à 1978 et conseiller d'État bernois de 1978 à 1986.

## Biographie
Originaire de Fenin-Vilars-Saules, dans le canton de Neuchâtel, Henri-Louis Favre a passé son enfance à Paris où sa famille s’était établie en 1923. De retour au pays à l'époque de la crise, il a ensuite fréquenté l'École cantonale de Porrentruy, puis obtenu un brevet d’enseignement secondaire à l'Université de Berne. Il a encore étudié la biologie à Paris. En 1946, il est nommé à l’école secondaire de Reconvilier, établissement dans lequel il enseignera jusqu’à son accession au Gouvernement bernois, où il se vit confier la Direction de l'instruction publique, succédant à Simon Kohler, de Courgenay.
Sur le plan militaire, Henri-Louis Favre obtint le grade de major et a effectué la plus grande partie de sa carrière à la batterie d’obusiers 6, dont il fut le commandant.
Depuis 1992, Henri-Louis Favre est domicilié à Tavannes. Il est demeuré très attaché à son village de Reconvilier dont il a reçu le titre de citoyen d'honneur.